# Oratorio di San Guirec

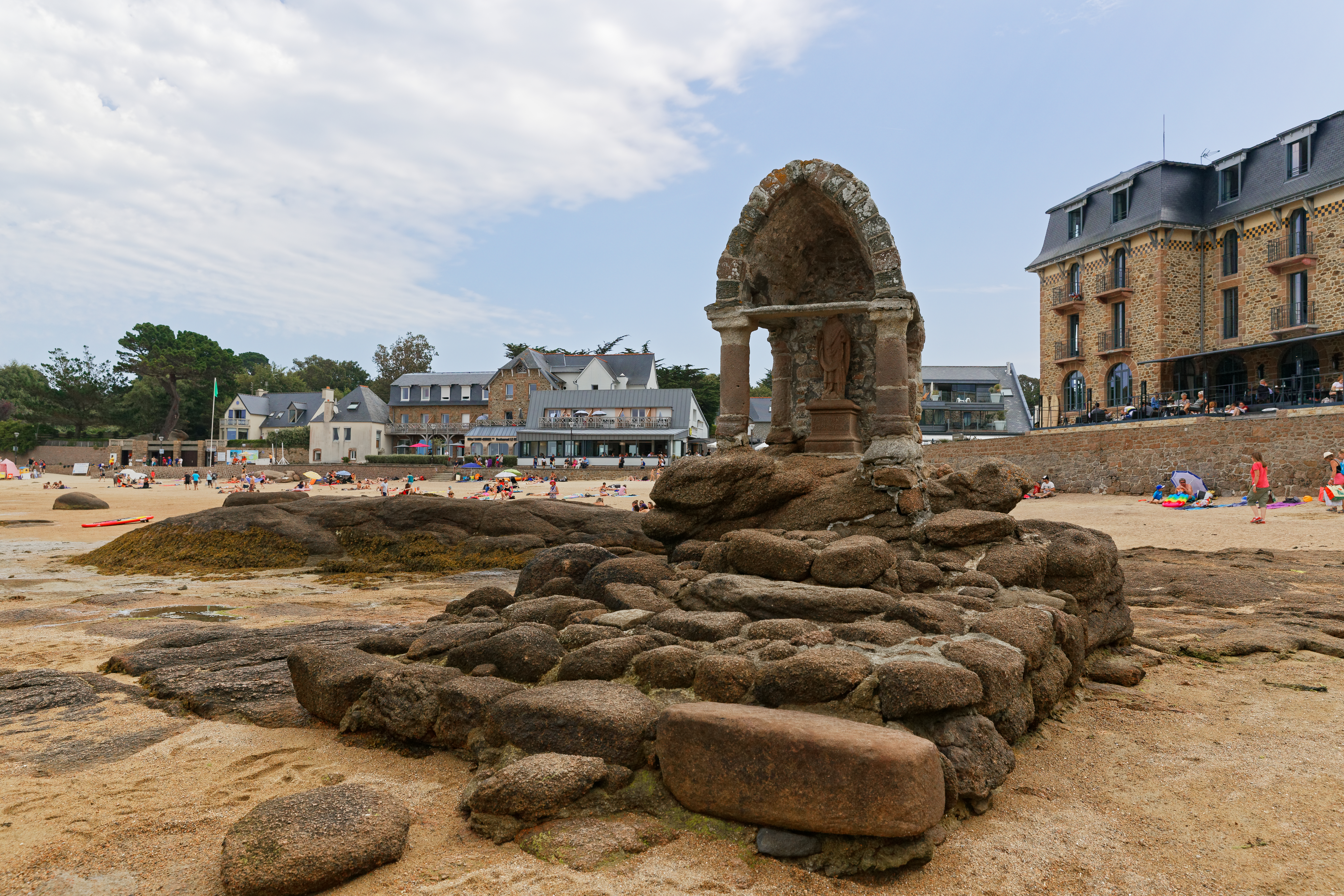
Ploumanac'h (Bretagna): l'oratorio di San Guirec (Oratoire de Saint-Guirec) con la bassa marea

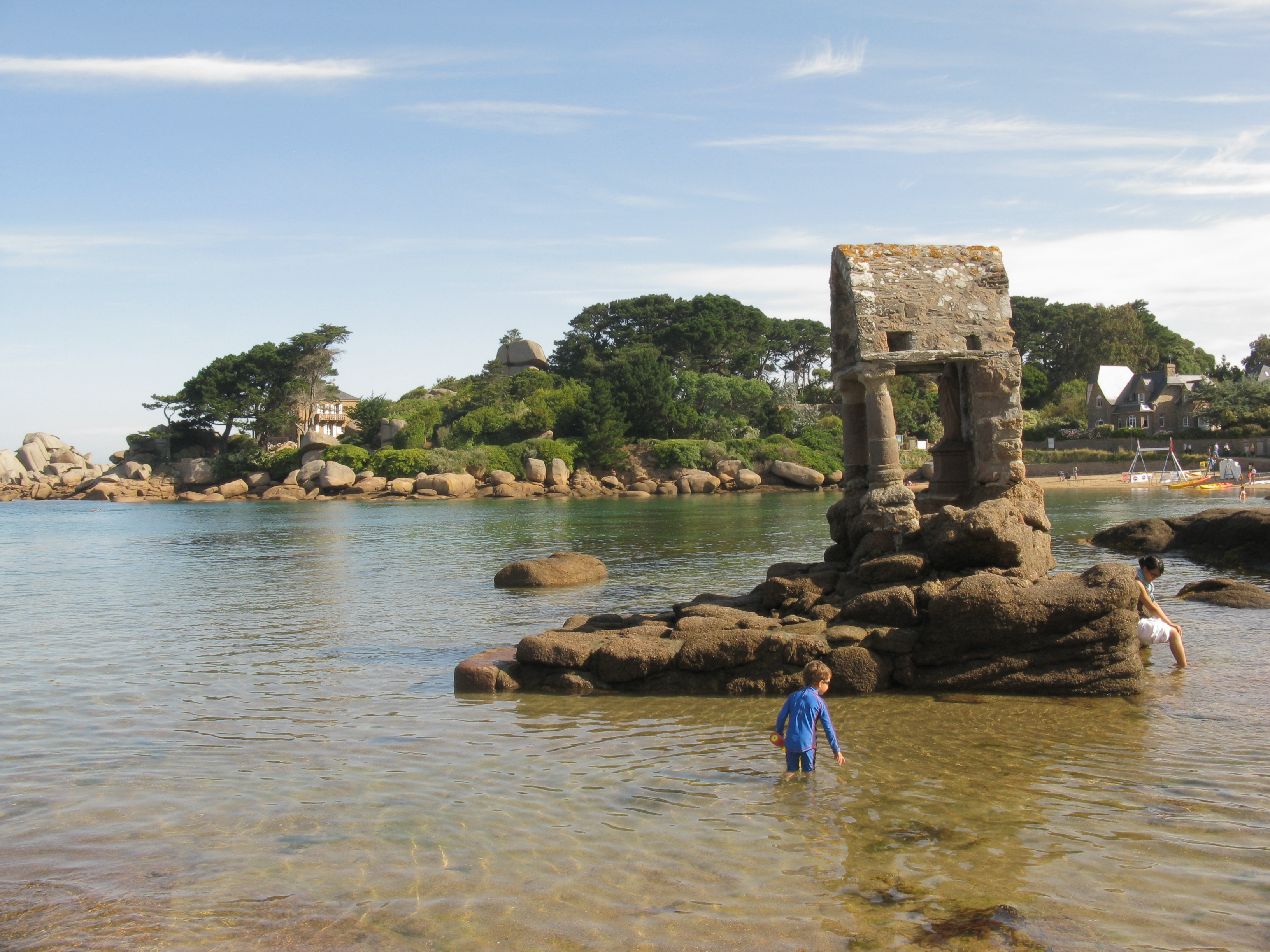
Ploumanac'h (Bretagna): l'oratorio di San Guirec (Oratoire de Saint-Guirec) con l'alta marea

L'oratorio di San Guirec (in bretone Orator Sant C'hireg, in francese Oratoire de Saint-Guirec) è un oratorio realizzato nell'XI o agli inizi del XII secolo  o nella prima metà del XIII secolo nel villaggio francese di Ploumanac'h (comune di Perros-Guirec), località della costa di Granito Rosa, nel dipartimento delle Côtes-d'Armor, in Bretagna (Francia nord-occidentale), e dedicato al santo bretone di origine gallese Guirec.
È classificato come monumento storico dal 1903.

## Storia
La struttura fu realizzata dai monaci cistercensi dell'abbazia di Bégard.
Nel corso del XIV secolo fu aggiunta una statua in legno (che trova ora posto nella cappella di San Guirec).
Nel 1904, lo scultore di Lannion Hernot realizzò una statua in granito, che sostituì la statua in legno del XIV secolo. Questa statua fu oggetto di un'azione vandalica, a seguito della quale dovette essere restaurata nel 1938 dall'architetto James Bouillé.

## Architettura
L'oratorio di San Guirec si trova nella spiaggia di Ploumanac'h, nei pressi della cappella di San Guirec.
La struttura, in granito, grès e scisto, è a forma trapezoidale e misura 6 metri in lunghezza con una base dell'altezza di 4,5 metri e una sommità di 3,5 metri.
La nicchia contenente la statua di San Guirec è retta da quattro colonne romane.
La statua raffigurante San Guirec reca l'iscrizione Saint-Guirec, Pedet e (vit) domp, ovvero "San Guirec prega per noi".
|  |

## Devozione e credenze
Nel fondo della cappella vi era una statua in legno di Saint-Guirec, ridotta in condizioni deplorevoli e tutta rabescata da piccolissimi fori.
Di questo cattivo stato di cose deve ricercarsi la causa in una superstiziosa usanza delle figlie dei pescatori, soli abitanti di quell'angolo selvaggio della costa.
Quelle giovani donne, quando la luna brillava  bianca nelle notti serene del maggio, solevano recarsi alla cappella romita, e dopo essere rimaste lungo tempo in orazione dinanzi alla statua del Santo, infiggevano nel legno di essa uno spillo.
Al mattino seguente esse ritornavano al piccolo santuario. Se lo spillo era rimasto infisso sulla statua, ciò era indizio che la ragazza si sarebbe sposata entro l'anno. Se invece lo spillo era caduto - e questo generalmente è attribuito ad una vibrazione del Santo significa che lo sposo desiderato non verrà e ne seguiranno dei guai.
Per le ragazze di Bretagna è il caso di dire che non c'e rosa senza spine, non c'e matrimonio senza spilli.
.
Inoltre, i piedi della statua del santo raffigurata nell'oratorio venivano fatti baciare dai bambini, in quanto si credeva che quest'atto li avrebbe fatti camminare più velocemente.
L'oratorio di San Guirec è inoltre oggetto di devozione nel corso del pardon che si tiene annualmente il 13 e il 14 maggio.

## L'oratorio di San Guirec nella cultura di massa

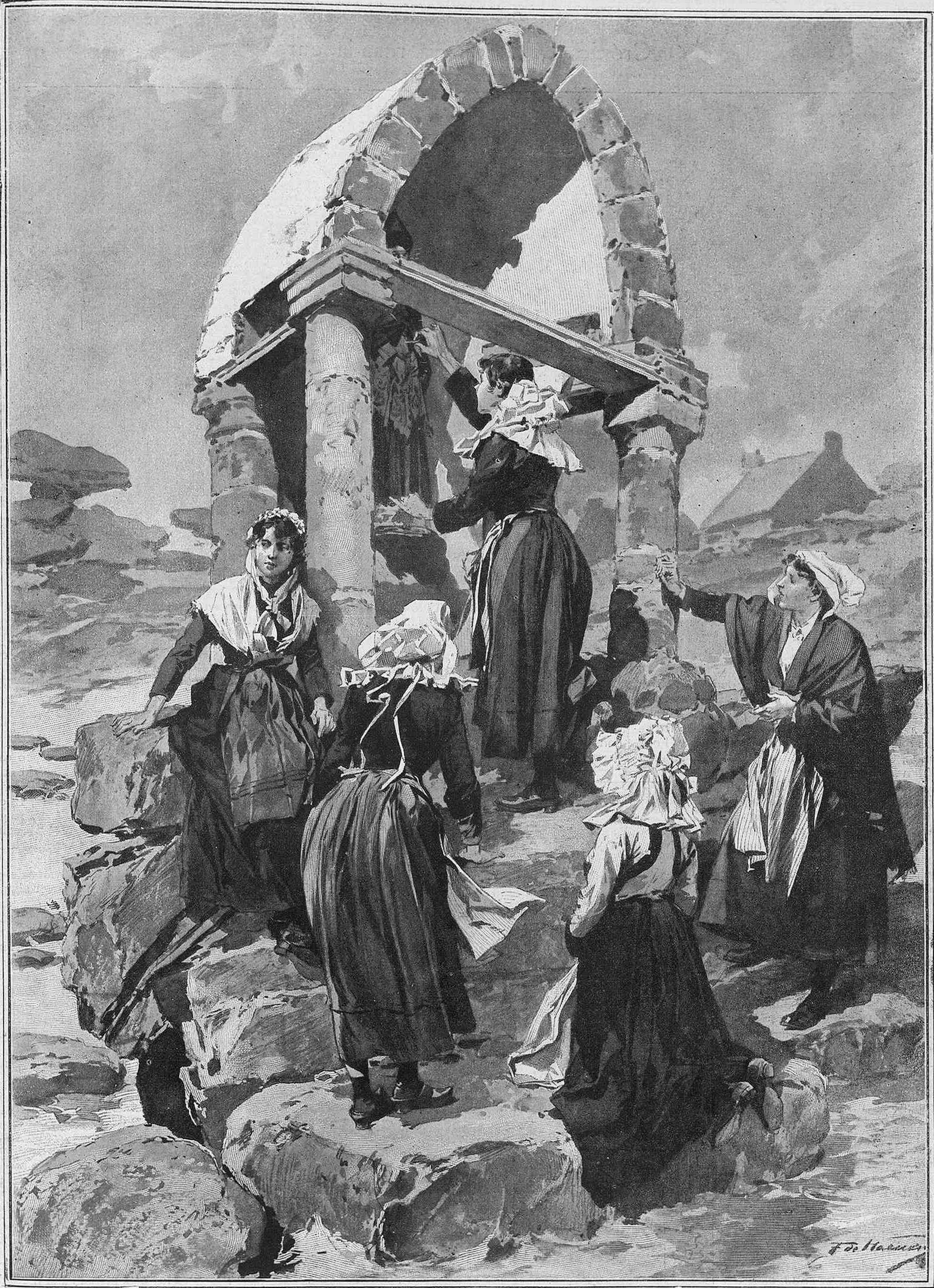
Jeunes femmes devant l'oratoire de Saint-Guirec di Frédéric de Haenen

- L'oratorio di San Guirec è raffigurato nel dipinto Jeunes femmes devant l'oratoire de Saint-Guirec, realizzato nel 1905 dal pittore e illustratore olandese naturalizzato francese Frédéric de Haenen[6]